# Mungo Park (ontdekkingsreiziger)
Mungo Park (Foulshiels, Schotland, 1771 – Bussa, Nigeria, 1806) was een Schotse dokter, die twee reizen naar West-Afrika maakte om de loop van de Niger vast te stellen.

## Biografie
Van de Niger wisten toentertijd de Europeanen niet veel meer dan dat deze bestond. Zelfs de stroomrichting was onbekend, en een van de theorieën die de ronde deden was dat de rivier westwaarts stroomde, en dat de Sénégal en de Gambia onderdeel uitmaakten van zijn grote delta. Anderen dachten dat het de bovenloop van de Nijl was, of van de Kongo, of dat de Niger uitkwam in het (nog onontdekte) Tsjaadmeer. Het Afrikaans Genootschap wilde dit raadsel oplossen. Eerder was in 1790-1791 Daniel Houghton voor het Genootschap naar de Gambia-rivier gezonden. Hij was het binnenland ingereisd, had van daaruit diverse brieven verzonden, maar was daarna verdwenen.
Park bood zijn diensten aan aan het Genootschap, en kreeg toestemming. Met een cheque van 500 pond om de onkosten te dekken, vertrok hij in mei 1795 naar de Gambia-rivier, waar hij de volgende maand aankwam. Hij verbleef enkele maanden in het slavenhandelsstation Pisania vanwege een ziekte, maar in december trok hij dan uiteindelijk het binnenland in, vergezeld van een Mandingo gids, Johnson en een slaaf, Demba, die echter later weigerde verder mee te reizen.
In Simbing hoorde Park het tot dan toe onbekende lot van Houghton: deze was daar ter plaatse aangevallen en vermoord door rovers. Men toonde Park de plek waar dit gebeurd was. Hierna kwam hij in Jarra, in het koninkrijk Ludamar. De koning zette hem gevangen, maar hij wist te ontsnappen, samen met Johnson. Hierna werd hij ook nog beroofd, en ook besloot Johnson om te keren en naar zijn vrouw en kinderen terug te gaan. Geheel berooid kwam Park aan in het land Bambara, waar de ontvangst een stuk vriendelijker was.
Op 20 juli 1796 bereikte Park bij Segou de Niger, en bevestigde dat deze naar het oosten stroomde. Hij volgde de rivier stroomafwaarts tot Silla. Hier keerde hij om. Hij werd op de terugreis nogmaals overvallen, waarbij alles werd meegenomen behalve zijn kleren en zijn hoed. Ook kreeg hij te maken met een zware aanval van malaria, maar op 10 juni 1797 was hij dan toch terug in Pisania.
Hij schreef een boek over zijn reis, Travels into the Interior of Africa (1799) trouwde, en vestigde zich als arts in Peebles totdat hij in 1803 uitgenodigd werd om een tweede expeditie naar West-Afrika te leiden, ditmaal georganiseerd door de Britse regering. De voorbereidingen kostten echter tijd, die Park gebruikte om zijn Arabisch op te vijzelen, maar op 30 januari 1805 vertrok hij dan toch uit Portsmouth.

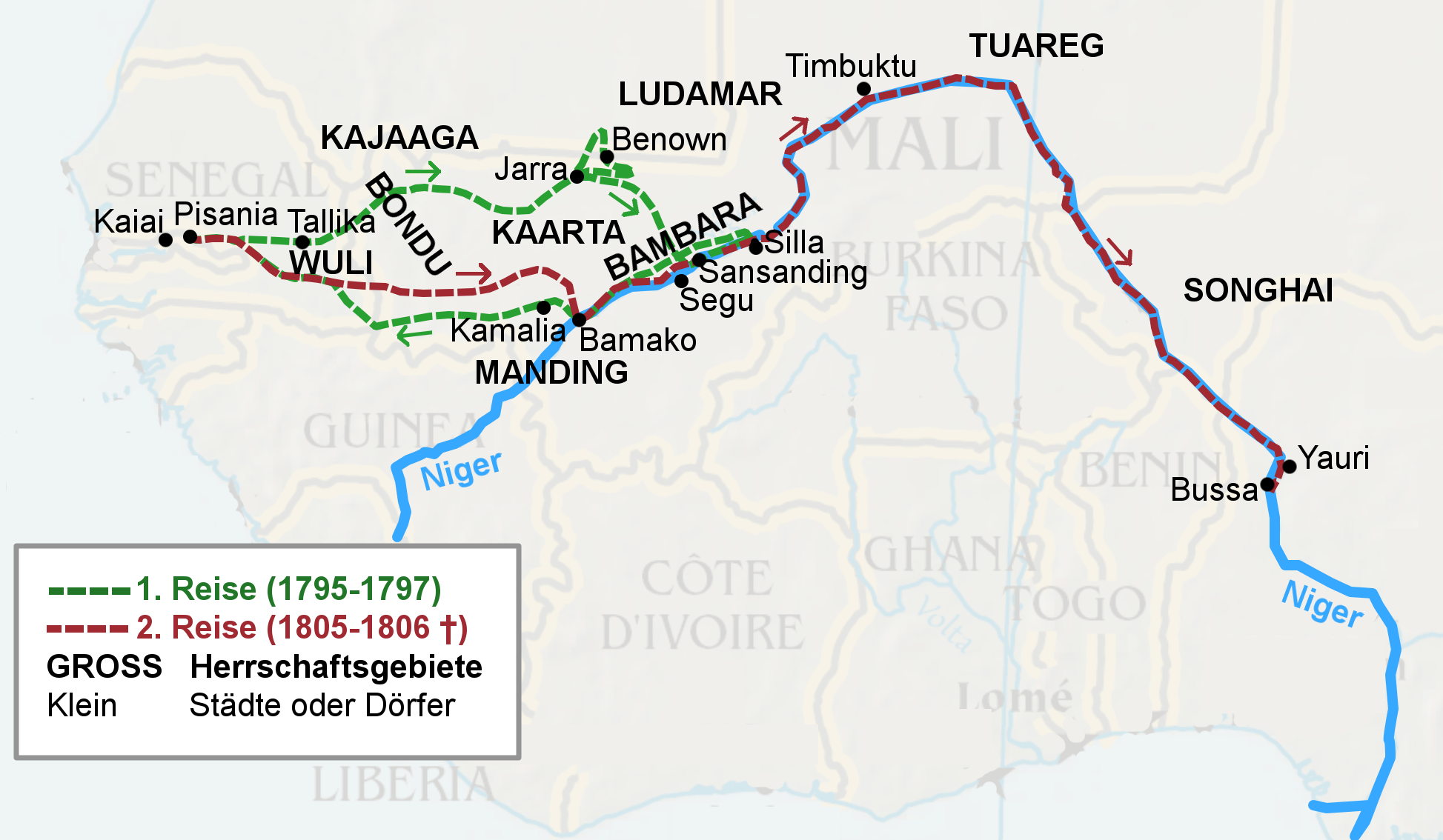
groen:1795-1797, rood: 1805-1806

Deze expeditie was een stuk groter opgezet dan zijn vorige. Naast Park zelf deden mee: Alexander Anderson (Parks zwager) als tweede man van de expeditie, 30 soldaten geleid door luitenant Martyn, 4 timmerlieden, 2 matrozen, een dokter en een tekenaar. De expeditie trok in mei 1805 het binnenland in, waar ze al snel met dysenterie te maken kregen. Park toonde zich een hard leider, wie te ziek was om mee te komen werd simpelweg achtergelaten. Toen in augustus bij Bamako de Niger werd bereikt, waren van de 39 man nog slechts 10 over.
In Sansanding maakten de overgebleven mannen van twee lokale kano's een grotere boot, waarmee verder de rivier werd afgevaren. De boot werd Joliba genoemd, de lokale naam van de Niger. Bij het begin van de vaart stroomafwaarts bestond de groep nog uit Park, Martyn, 3 soldaten en 3 slaven. Hieraan werd nog een lokale gids, Amadi Fatouma, toegevoegd. De boot voer langs Kambara, de haven van Timboektoe, en bereikte de stroomversnellingen bij Bussa. Daar werden de reizigers door de lokale bevolking aangevallen. Bij hun pogingen aan de aanval te ontsnappen, verdronken ze.